# Mlatiharjo (Gajah)
Mlatiharjo is een bestuurslaag in het regentschap Demak van de provincie Midden-Java, Indonesië. Mlatiharjo telt 2375 inwoners (volkstelling 2010).